# شعار غامبيا
شعار غامبيا مستعمل منذ 18 نوفمبر 1964. يعرض أسدين يحملان فأسا ومجرفة ويسندان درعا عليه صورة الفأس والمجرفة كذلك. فوق الدرع يوجد خوذة فوقها نخلة زيت. أما في الأسفل فيوجد عبارة التقدم—سلام—الرخاء (بالإنجليزية: Progress - Peace - Prosperity)‏ شعار الدولة.
الأسود تمثل التاريخ الاستعماري للغامبيا بوصفها جزءا من الامبراطورية البريطانية. في حين تعبر الفأس والمجرفة عن مدى أهمية الزراعة لغامبيا. كما تمثل أيضا المجموعات العرقية الرئيسية غامبيا : ماندينكا والفولاني. النخلة في الأعلى تمثل الشجرة الحيوية للوطن .